# Giácomo Palearo
Giácomo Palearo, também grafado como Iácomo Palearo, apelidado como "El Fratin", foi um arquitecto e engenheiro militar italiano, nascido no século XVI.
À época da Dinastia Filipina, a partir de 1580, o duque de Alba determinou-lhe que projetasse os meios para reforçar a defesa de São Julião da Barra. para esse fim, Palearo procedeu a correções no traçado do fosso, fez erguer novas baterias e ampliou-lhe as defesas do flanco oeste. 

## Principais projectos
- Forte de São Julião da Barra (Lisboa, 1580-1597).